# Acanthella annulata
Acanthella annulata är en svampdjursart som beskrevs av Sarà 1958. Acanthella annulata ingår i släktet Acanthella och familjen Dictyonellidae. Inga underarter finns listade i Catalogue of Life.